# 9146 Tulikov
9146 Tulikov eller 1976 YG1 är en asteroid i huvudbältet som upptäcktes den 16 december 1976 av den ryska astronomen Ljudmila Tjernych vid Krims astrofysiska observatorium på Krim. Den är uppkallad efter kompositören Sergeevich Tulikov.
Asteroiden har en diameter på ungefär 7 kilometer.